# 1982 год в музыке

## События
- В Зал славы композиторов были включены Руб Блум, Боб Дилан, Джерри Херман, Гордон Дженкинс, Харольд Роум, Джерри Росс, Пол Саймон, Эл Стиллман и Мередит Уилсон.
- Уэнди О. Уильямс ушла из «Plasmatics» и начала сольную карьеру.

## Хронология
- Основана группа Tankard

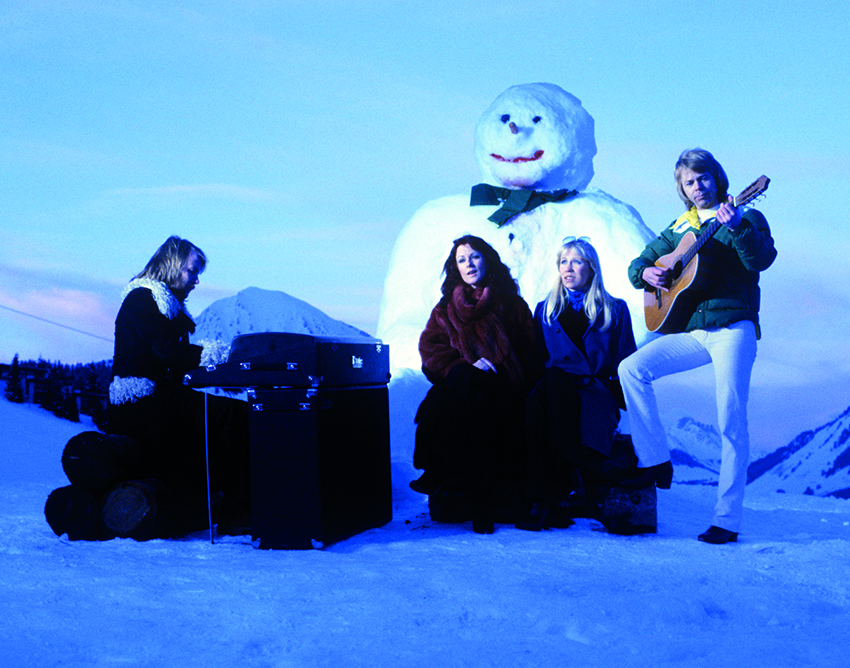
В 1982 году распалась ABBA

- Образован дуэт Everything but the Girl
- Основана группа CCCP Fedeli alla linea
- Распалась группа The Eagles
- Распалась группа Blondie
- Распалась группа ABBA.
- Распущен ВИА Аракс
- 15 января — В городе Майами, штат Флорида, вокалист американской диско-группы «KC & The Sunshine Band» Харри Уэйн Кейси серьёзно пострадал в автоаварии.
- 20 января — Во время концертного выступления в г. Де-Мойн (штат Айова) Оззи Осборн откусил голову брошенной кем-то из зала на сцену мёртвой летучей мыши, полагая, что это резиновая игрушка.
- 21 января — Король блюза Би Би Кинг преподнёс в дар Центру по изучению культуры Юга в Миссисипи свою частную коллекцию раритетных блюзовых записей, насчитывающую приблизительно 7,000 довольно редких экземпляров.
- 22 января — Томми Такер, автор блюзового хита «Hi Heel Sneakers» (1964), умер в госпитале Ньюарка (штат Нью-Джерси) от тетрахлорметановой интоксикации, полученной им, вероятно, после повторной окраски паркетного пола у себя дома.
- 4 февраля — После концерта в Зеебрюгге (Бельгия) со своей новой группой «The Electric Cowboys» Алекс Харви скончался в результате тяжёлого сердечного приступа.
- 13 февраля — На кладбище в Орэндж Парк, штат Флорида, с могилы главного вокалиста «Lynyrd Skynyrd» Ронни Ван Занта был похищен надгробный памятник весом в 300 фунтов (136 кг). Спустя две недели фрагменты могильного камня были найдены полицией в высушенном русле реки.
- 19 февраля — Оззи Осборн подвергся аресту после того как он помочился на стену исторического памятника-музея крепость Аламо в городе Сан-Антонио, штат Техас.
- 20 февраля — Рок - певица Пэт Бенатар и гитарист её сопровождающей группы Нил Джиральдо поженились на Гавайском острове Мауи.
- 24 февраля — На концертной площадке Shrine Auditorium в Лос-Анджелесе состоялась 24-я ежегодная церемония вручения наград «Грэмми». Победы в 4-х главных номинациях одержали: Вэл Гарай[англ.] и Ким Карнес (в номинации «Запись года» за песню «Bette Davis Eyes»), Шина Истон («Лучший новый исполнитель»), Донна Уайсс и Джеки ДеШэннон (в номинации «Песня года» за композицию «Bette Davis Eyes») а «Лучшим альбомом года» была признана совместная работа Джона Леннона и Йоко Оно «Double Fantasy».
- 27 февраля — За период своего более чем 110-летнего существования Оперная Компания Д’Ойли Карт дала последнее представление в лондонском театре «Адельфи».
- 4 марта — Дети Фрэнка Заппы (сын Дуизил и дочь Мун Юнит) основали трибьют-группу «Fred Zeppelin».
- 5 марта — В отеле «Шато Мармон» от чрезмерной дозы кокаина и героина скончался актёр-комик и участник «The Blues Brothers» Джон Белуши.
- 18 марта — Соул-певец Тедди Пендерграсс серьёзно пострадал в автомобильной аварии в Филадельфии, в результате чего был парализован ниже пояса.
- 19 марта — В Лисбурге, штат Флорида, в результате ужасной авиакатастрофы погиб гитарист группы Оззи Осборна Рэнди Роадс. Пролетая слишком низко над гастрольным автобусом лётчик не справился с управлением и врезался в дом. Пилоту самолёта и ещё одной пассажирке также не удалось выжить.
- 24 марта — «Wham!» подписали свой первый контракт с звукозаписыващим лейблом Innervision Records.
- 28 марта — Дэвид Кросби, участник групп «The Byrds» и «Crosby, Stills, and Nash» был арестован в Лос-Анджелесе, шт. Калифорния за хранение квалюда, различных приспособлений для приёма наркотиков, управление транспортным средством под воздействием кокаина и скрытый пронос оружия.
- 29 марта — Стиви Уандер и Пол Маккартни выпустили песню «Ebony and Ivory», ставшую впоследствии синглом номер один и продержавшуюся на вершинах чартов 7 недель кряду.
- 31 марта — Группа «The Doobie Brothers» объявила о своём роспуске.
- 11 апреля — Газета «Комсомольская правда» опубликовала критически-разгромную статью «Рагу из синей птицы», с обвинениями в адрес группы «Машина времени».
- 15 апреля — Билли Джоэл получил серьёзные ранения в мотоциклетной аварии на Лонг-Айленде в Нью-Йорке. Более месяца ему пришлось провести в больнице, залечивая раненую руку.
- 17 апреля — У Стинга и его первой жены-актрисы Фрэнсис Томелти родилась дочь Фьюша Кэтрин (также известная как «Кейт»).
- 26 апреля — Род Стюарт подвергся вооружённому нападению на Бульваре Сансет в Лос-Анджелесе, штат Калифорния. Автомобиль певца — «Porsche», стоимостью $50,000, был угнан уличным грабителем, однако сам Стюарт не пострадал.
- 30 апреля — Музыкальный журналист Лестер Бэнгс был найден мёртвым в своей нью-йоркской квартире. Гибель наступила из-за передозировки лекарственных препаратов: Дарвона, Валиума и Найквила. По свидетельствам очевидцев, незадолго до смерти он слушал альбом «The Human League» — «Dare».
- 14 мая — дебютный одноимённый альбом канадского гитариста и клавишника Альдо Нова стал золотым.
- 26 мая — «The Rolling Stones» открыли европейский тур концертом в шотландском городе Абердин.
- 7 июня — Поместье Элвиса Пресли Грейсленд (Graceland) стало открытым для публичного посещения.
- 14 июня — Басист «The Pretenders» Пит Фарндон был уволен из группы за систематическое злоупотребление наркотиками.
- 16 июня — Соло-гитарист «The Pretenders» Джеймс Ханимен-Скотт умер от сердечной недостаточности, вызванной передозировкой кокаина и героина.
- 18 июня — У «King Crimson» вышел десятый студийный альбом «Beat» — вторая часть так называемой «нововолновой» трилогии.
- 19 июня — Эми Грант вышла замуж за исполнителя христианской музыки, певца и композитора Гэри Чепмена.
- 24 июня — Альбом «Scorpions» «Blackout» получил статус «Золотого диска».
- 4 июля — Оззи Осборн и его менеджер Шэрон Арден поженились на Гавайском острове Мауи.
- 20 июля — Билли Джоэл развёлся со своей первой женой Элизабет Уэбер Смолл.
- 7 августа — Перед началом концерта в Новом Орлеане (штат Луизиана) Оззи Осборн обрил голову наголо.
- 17 августа — В немецком городе Лангенхаген, близ Ганновера запущено первое в мире массовое производство компакт-дисков.
- 18 августа — Четыре Ливерпульские улицы были названы в честь своих легендарных земляков «The Beatles»: Джон Леннон Драйв, Пол Маккартни Вэй, Джордж Харрисон Клоуз и Ринго Старр Драйв.
- 28 августа — Эрик Бёрдон подвергся аресту после выступления на шоу Rockpalast в Кёльне.
- 31 августа — Ронни Джеймс Дио отыграл свой последний совместный концерт с «Black Sabbath» вплоть до 1992 года.
- 19 сентября — У лидера глэмеров «Twisted Sister» Ди Снайдера и его жены Сюзетт родился сын Джесси Блейз.
- 22 сентября — Британцы «The Who» начали своё единственное официально анонсированное «прощальное» турне концертом в Вашингтоне (округ Колумбия).
- 1 октября — Первые компакт-диски поступили в продажу в музыкальные магазины Японии.
- 1 ноября — Фил Коллинз выпустил второй соло-альбом «Hello, I Must Be Going!».
- 5 ноября — Первый выпуск музыкальной программы «The Tube» показан на 4-м канале центрального телевидения Соединённого Королевства.
- 29 ноября — Состоялось последнее выступление оперной певицы Сены Юринац на сцене Венской государственной оперы.
- 3 декабря — Одна из самых коммерчески успешных групп 1970-х годов, «ABBA» выпустила свой последний оригинальный сингл «Under Attack». Начиная с этого времени, группа фактически распалась, однако официального заявления об окончании творческой деятельности так и не последовало.
- 17 декабря — На острове Сайпэн начала вещание радиостанция Superrock KYOI[англ.].
- 29 декабря — На Ямайке выпустили почтовую марку в память о Бобе Марли.

## Образовавшиеся группы
- Динамик
- Кино
- Наутилус Помпилиус
- Skinny Puppy
- X Japan
- Dio
- Посев

## Выпущенные альбомы
См. также категорию музыкальных альбомов 1982 года.
- Карусель (Карнавал) магнитоальбом
- 45 (Кино) магнитоальбом
- Табу (Аквариум) магнитоальбом
- A Broken Frame (Depeche Mode)
- Battle Hymns (Manowar) LP, Capitol Records
- Beat (King Crimson)
- Blackout (Scorpions)
- Black Metal (Venom)
- Broadsword and the Beast (Jethro Tull)
- Coda (Led Zeppelin) LP, Swan Song, релиз 19 ноября
- Creatures of the Night (Kiss)
- Restless and Wild (Accept, LP)
- Diver Down (Van Halen)
- Eye in the Sky (The Alan Parsons Project)
- Felicità (Al Bano & Romina Power)
- Five Miles Out (Mike Oldfield)
- Hot Space (Queen)
- Iron Fist (Motörhead)
- Live Evil (Black Sabbath)
- Love over Gold (Dire Straits)
- Midnight Love (Marvin Gaye, LP, 1 октября)
- Pornography (The Cure)
- Rock in a Hard Place (Aerosmith)
- Screaming for Vengeance (Judas Priest)
- Select (Kim Wilde, LP, 10 мая)
- Speak of the Devil (Ozzy Osbourne)
- Sexual Healing (Marvin Gaye, сингл)
- Straight Between the Eyes (Rainbow)
- The Hunter (Blondie)
- The Number of the Beast (Iron Maiden)
- The Sky's Gone Out (Bauhaus)
- Thriller (Michael Jackson)
- Tug of War (Paul McCartney)
- Hello, I Must Be Going! (Фил Коллинз, LP, 1 ноября)
- Uh…uh… (Адриано Челентано)
- Динамик I (Динамик) магнитоальбом
- Динамик II (Динамик) магнитоальбом
- Трек III (Трек) магнитоальбом
- Н. Л. О. (Давид Тухманов и группа «Москва»)
- Дым (Пикник) магнитоальбом
- Послушай, человек (Круиз) магнитоальбом
- Свинья на радуге (ДДТ) магнитоальбом
- Время пик (Пламя) LP
- Земляне 82 (Земляне) магнитоальбом

## Лучшие песни года
- Billie Jean, Beat It, Thriller (Michael Jackson)
- The Message (Grandmaster Flash)
- 1999 (Принс)
- Should I Stay or Should I Go (The Clash)
- Town Called Malice (The Jam)
- Sexual Healing (Marvin Gaye)
- I Love Rock ’n’ Roll (Джоан Джетт)

## Лучшие песни года СССР
- «Поверь в мечту» (Юрий Антонов)
- «Прости, Земля» (Земляне)

## Продажи
- Самый продаваемый альбом в США (Billboard Top 200) — «Asia» (Asia)
- Самый продаваемый альбом в Великобритании — «Love Songs» (Барбра Стрейзанд)
- Самый продаваемый сингл в США (Billboard Hot 100) — «Physical» (Оливия Ньютон-Джон)
- Самый продаваемый сингл в Великобритании — «Come On Eileen» (Dexy's Midnight Runners)
- Список кантри-альбомов № 1 в США в 1982 году

## Награды
- «Грэмми» за альбом года — Toto за «Toto IV»
- «Грэмми» за запись года — Toto за «Rosanna»
- «Грэмми» за песню года — «Always On My Mind» (исполнитель — Вилли Нельсон)
- Группа «Земляне» стала Группой года № 2 по версии «Хит-парада „Звуковой дорожки“» газеты «Московский комсомолец».
- Лидер-солист группы «Земляне» Сергей Скачков, вошёл в десятку лучших певцов года по версии «Хит-парада „Звуковой дорожки“» газеты «Московский комсомолец».

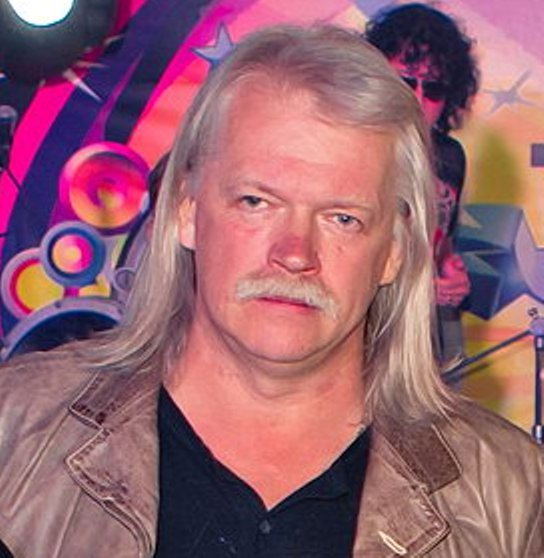
Сергей Скачков, лидер-солист и фронтмен группы «Земляне»

### Зал славы авторов песен
- Руб Блум[англ.][1]
- Гордон Дженкинс[англ.][2]
- Боб Дилан[3]
- Джерри Росс[англ.][4]
- Харольд Роум[англ.][5]
- Пол Саймон[6]
- Эл Стиллмен[англ.][7]
- Мередит Уиллсон[англ.][8]
- Джерри Херман[9]

Награда Джонни Мерсера:
- Гарольд Арлен[10]

Награда Сэмми Кана за жизненные достижения:
- Дина Шор

### Зал славы кантри
- Марти Роббинс[11]
- Лефти Фризелл[12]
- Рой Хортон[англ.][13]

## Родились
- 21 января — Змей — российский рэпер, участник группы «Каста», бывший участник групп «Западный сектор» и «Грани».
- 3 февраля — Вера Брежнева — украинская поп-певица, актриса и телеведущая, участница группы «ВИА Гра».
- 4 февраля — Кимберли Уайатт — американская певица, танцовщица, хореограф и телеведущая.
- 10 апреля  — Надежда Грановская — украинская певица, телеведущая, экс-солистка «ВИА Гра».
- 24 апреля — Келли Кларксон — американская певица и актриса.
- 2 мая — Лори — французская певица и актриса.
- 15 мая —  Джессика Сатта — американская певица, танцовщица, актриса и автор песен.
- 20 мая
  - Наталья Подольская — белорусская и российская поп-певица, участница «Фабрики звёзд-5», представитель России на конкурсе «Евровидение»-2005.
  - Ольга Лаки — российская певица, автор песен, диджей. Солистка группы «ViRUS!» и «The Cats».
- 25 мая — Рашида — американская рэперша и актриса.
- 7 июня — Аня Букштейн — израильская актриса, певица и модель.
- 10 июня — Лале — шведская певица, музыкант, актриса, композитор и автор песен иранского происхождения.
- 2 июля — Ёлка — украинская и российская поп-певица.
- 17 августа — Марк Саллинг (ум. 2018) — американский музыкант и актёр.
- 22 сентября — Билли Пайпер — британская актриса и певица.
- 2 октября — Сати Казанова — российская певица.
- 7 октября — Анастасия Стоцкая — российская певица.
- 18 октября — Светлана Лобода — украинская певица, экс-участница группы «ВИА Гра».
- 12 ноября — Юлия Ковальчук — российская певица, телеведущая.
- 5 декабря — Кери Хилсон — американская певица и автор песен в стиле современного R&B
- 8 декабря — Ники Минаж — американская певица, рэпер, автор-исполнитель и актриса.
- 16 декабря — Анна Седокова — украинская певица, дизайнер, экс-солистка группы «ВИА Гра».
- 20 декабря — Ирина Забияка — российская певица, солистка группы Чили.

## Скончались
- 17 февраля — Телониус Монк (64) — американский джазовый пианист и композитор.
- 9 марта — Леонид Утёсов (86) — русский и советский эстрадный певец, дирижёр, руководитель оркестра и конферансье.
- 19 марта — Рэнди Роадс (25) — американский музыкант и автор песен, гитарист группы Quiet Riot и Оззи Осборна
- 29 марта — Карл Орф (86) — немецкий композитор и музыкальный педагог
- 16 апреля — Анатолий Александров (93) — советский композитор, дирижёр, пианист и музыкальный педагог
- 30 апреля — Лестер Бэнгс (33) — американский музыкальный критик
- 4 мая — Жорж Алека Дамас (79) — габонский поэт и композитор, автор государственного гимна Габона «Согласие»
- 15 мая — Енё Адам (85) — венгерский композитор, дирижёр, музыковед и педагог
- 16 июня — Джеймс Ханимен-Скотт[англ.] (25) — британский музыкант и автор песен, основатель и гитарист группы The Pretenders
- 26 августа — Анна Герман (46) — польская певица и композитор
- 13 октября — Тудор Чортя (78) — румынский композитор, музыковед и музыкальный педагог